# New Year Pass
Der New Year Pass (englisch für Neujahrspass) ist ein niedrig gelegener Gebirgspass in der antarktischen Ross Dependency. In der Queen Elizabeth Range des Transantarktischen Gebirges verläuft er zwischen den Moore Mountains und Mount Weeks.
Die neuseeländische Gruppe der Commonwealth Trans-Antarctic Expedition (1955–1958) nutzte diesen Pass am Neujahrstag 1958, um vom Marsh-Gletscher zum January Col auf dem Prinz-Andrew-Plateau oberhalb des Bowden-Firnfelds zu gelangen.